# تک‌آی
تک‌آی (به انگلیسی: TechEye) یک وبگاه خبری و تبادل نظر مرتبط با تکنولوژی است. این وبگاه در ژانویه سال ۲۰۱۰ توسط مایک مگی، James Crowley و آین رادرفورد به وجود آمده است. تک‌آی یکی از آخرین سایت خبری است که توسط مایک مگی، روزنامه‌نگار بریتانیایی افتتاح شده‌است. مگی در سال ۱۹۹۴ سایت رجیستر، در سال ۲۰۰۱ سایت اینکوییرر و در سال ۲۰۱۳ هم سایت چنل‌آی را پایه‌گذاری کرده بود.

## مطالعه بیشتر
- "Editor's Desk: Mike Magee, TechEye". PR Week. Archived from the original on 14 June 2010. Retrieved 17 December 2013.
- "Mike Magee's TechEYE Debuts". Silicon Valley Watcher.
- "Mike Magee opens new Tech magazine". FudZilla.[پیوند مرده]
- "We open TechEye to the world". Mike Magee's blog.